# Xã Beaver, Quận Phillips, Kansas
Xã Beaver (tiếng Anh: Beaver Township) là một xã thuộc quận Phillips, tiểu bang Kansas, Hoa Kỳ. Năm 2010, dân số của xã này là 55 người.